# Aleksandr Khvan
Aleksandr Khvan (russisk: Александр Фёдорович Хван) (født 28. december 1957 i Tjeboksary i Sovjetunionen, død 17. september 2023) var en russisk filminstruktør og manuskriptforfatter.

## Filmografi
- Djuba-Djuba (Дюба-Дюба, 1992)[2][3]
- Umirat legko (Умирать легко, 1999)
- Karmen (Кармен, 2003)